# George T. Davis
George Thomas Davis (* 12. Januar 1810 in Sandwich, Barnstable County, Massachusetts; † 17. Juni 1877 in Portland, Maine) war ein US-amerikanischer Politiker. Zwischen 1851 und 1853 vertrat er den Bundesstaat Massachusetts im US-Repräsentantenhaus.

## Werdegang
George Davis studierte bis 1829 an der Harvard University. Nach einem anschließenden Jurastudium und seiner 1832 erfolgten Zulassung als Rechtsanwalt begann er in Greenfield in diesem Beruf zu arbeiten. Im Jahr 1833 gründete er die Zeitung „Franklin Mercury“. Politisch wurde er Mitglied der Whig Party. In den Jahren 1839 und 1840 saß er im Senat von Massachusetts.
Bei den Kongresswahlen des Jahres 1850 wurde Davis im sechsten Wahlbezirk von Massachusetts in das US-Repräsentantenhaus in Washington, D.C. gewählt, wo er am 4. März 1851 die Nachfolge von George Ashmun antrat. Da er im Jahr 1852 auf eine Wiederwahl verzichtete, konnte er bis zum 3. März 1853 nur eine Legislaturperiode im Kongress absolvieren. Diese war von den Ereignissen und Diskussionen im Vorfeld des Bürgerkrieges geprägt. Dabei ging es vor allem um die Frage der Sklaverei.
Nach dem Ende seiner Zeit im US-Repräsentantenhaus praktizierte George Davis als Anwalt in Taunton und Greenfield. Im Jahr 1861 war er Abgeordneter im Repräsentantenhaus von Massachusetts. Später zog er nach Portland in Maine, wo er am 17. Juni 1877 starb.